# Láthatatlanok
A Láthatatlanok az Üzenet a jövőből – A Mézga család különös kalandjai című magyar rajzfilmsorozat tizenegyedik része, a sorozat epizódjaként a Mézga család tizenegyedik része.
Az epizód különleges abból a szempontból, hogy Aladár áll a középpontjában, Géza és Paula majd csak a rész második felében kapnak nagyobb szerepet.

## Cselekmény
Géza újságolvasás közben azt tapasztalja, hogy valami kiégette a lapját. Felfedezi, hogy Aladár szórakozott vele, és a borotválkozótükrét használta fel csínytevéséhez, ami miatt megbünteti a fiát. Csakhamar azt veszi észre Géza, hogy a szivarja magától elkezd repülni a szobában. Úgy gondolják, hogy Aladártól kellene segítséget kérniük ebben, de Aladár nincs a szobájában.
Ő ugyanis megszökött, mégpedig úgy, hogy MZ/X-től kért különleges LUXNIX tablettát, amelynek segítségével láthatatlanná tud válni. Ő volt az is, aki "megreptette" a szivart. Elmegy Csutka barátjához, akinek segít megnyerni láthatatlanul egy labdafejelő versenyt. Csutka úgy vélte, hogy ki lehetne használni másra is ezt a képességet, ezért Aladártól elkéri a másik tablettáját, majd ketten együtt elmennek a vidámparkba.
Géza és Paula kétségbeesnek, amiért Aladár világgá ment. Géza felhívja MZ/X-et, aki visszakérdez, hogy miért hívja őt ma már másodszor. Mikor meggyőződik róla, hogy Géza igazat mond és nem vele beszélt korábban, elmondja neki, hogy Aladár láthatatlanná tevő tablettát, LUXNIX-et kért tőle. Géza is kér, hogy a segítségével elkapja és felelősségre vonhassa fiát. MZ/X csak két tablettát küld, mert a harmadikra neki van szüksége, mert vendégségbe érkezik hozzá "lombikikre" és "műtáptejtestvére". A tabletta hatása csak egy órán keresztül tart, ezért nyomban nekilát a kutakodásnak. A két tabletta közül az egyiket Blökinek adja, a másikat megfelezi, és az egyik felét ő, a másik felét Paula veszi be. Csakhogy ez azzal jár, hogy Gézának a felsőteste, Paulának pedig az alsóteste lesz láthatatlan. Elindulnak keresgélni, miközben egymás mögé állnak, sikertelenül. Amikor hazaérnek, Aladár már otthon van, a sok szivarozástól teljesen elzöldült fejjel, és Géza példás büntetést ígér neki.

## Alkotók
- Rendezte: Nepp József
- Írta: Nepp József, Romhányi József
- Zenéjét szerezte: Deák Tamás
- Operatőr: Bacsó Zoltán
- Hangmérnök: Horváth Domonkos
- Vágó: Czipauer János
- Tervezte: Koltai Jenő
- Háttér: Szoboszlay Péter
- Rajzolták: Dékány Ferenc, Temesi Magdolna
- Animációs munkatárs: Gémes József
- Munkatársak: Ács Karola, Csonkaréti Károly, Hódy Béláné, Kiss Lajos, Kökény Anikó, Lőrincz Árpád, Paál Klára, Stadler János, Szabó Judit, Szántai Lajosné, Tormási Gizella, Zoltán Annamária
- Színes technika: Boros Magda, Dobrányi Géza, Fülöp Géza, Kun Irén
- Tanácsadók: Gáll István, Székely Sándorné
- Gyártásvezető: Kunz Román

Készítette a Magyar Televízió megbízásából a Pannónia Filmstúdió

## Szereplők
- Mézga Géza: Harkányi Endre
- Mézgáné Rezovits Paula: Győri Ilona
- Mézga Kriszta: Földessy Margit
- Mézga Aladár: Némethy Attila
- Dr. Máris Ottokár: Tomanek Nándor
- MZ/X: Somogyvári Rudolf
- Csutka; Dugó társai: ?
- Dugó: Kern András
- Járókelő hölgy: Surányi Imre
- Pszichedelikus járókelő: Szoó György
- Szemüveges férfi a dodzsemnél: Szabó Ottó
- Dodzsemesek: Farkas Antal, Gyenge Árpád
- Részeges férfi az utcán: Deák B. Ferenc